# Legge 14 gennaio 2013, n. 10
La legge 14 gennaio 2013, n. 10 è una legge ordinaria della Repubblica Italiana volta alla promozione e alla valorizzazione del verde urbano.

## Contenuto
La legge si compone di 8 articoli:
1. Disposizioni in materia di Giornata nazionale degli alberi: Riconosce il 21 novembre come Giornata nazionale degli alberi per promuovere la sostenibilità ambientale, il patrimonio arboreo, la prevenzione del dissesto idrogeologico e l'educazione ecologica attraverso iniziative educative e la piantumazione di alberi autoctoni, abrogando norme precedenti in materia.
2. Modifiche alla legge 29 gennaio 1992, n. 113: Introduce obblighi per i comuni con più di 15.000 abitanti di piantare un albero per ogni neonato o minore adottato entro sei mesi dalla registrazione anagrafica, tenendo conto delle condizioni stagionali. Prevede un censimento degli alberi piantati e l'obbligo per il sindaco di pubblicare un bilancio arboreo a fine mandato, indicando lo stato e la manutenzione delle aree verdi. Le attività si svolgono senza costi aggiuntivi per la finanza pubblica.
3. Monitoraggio sull'attuazione della legge 29 gennaio 1992, n. 113: Il comitato per il verde pubblico, istituito presso il Ministero dell'Ambiente, monitora le norme sul verde, propone piani per nuove aree verdi, verifica la sicurezza delle alberate e promuove i giardini storici. Le attività non comportano costi aggiuntivi e i membri non ricevono compensi.
4. Misure per la salvaguardia e la gestione delle dotazioni territoriali di standard previste nell'ambito degli strumenti urbanistici attuativi dal decreto ministeriale 2 aprile 1968, n. 1444: Il comitato per lo sviluppo del verde pubblico verifica l'applicazione delle norme urbanistiche sui piani regolatori e il verde pubblico. I comuni inadempienti devono adeguarsi entro il 31 dicembre di ogni anno.
5. Modifica alla legge 27 dicembre 1997, n. 449: Include tra le iniziative di sponsorizzazione quelle per aumentare il patrimonio arboreo urbano e creare reti di aree naturali. Consente l'uso di loghi degli sponsor su documenti istituzionali, regolando le modalità con un decreto ministeriale, senza costi aggiuntivi per la finanza pubblica.
6. Promozione di iniziative locali per lo sviluppo degli spazi verdi urbani: Regioni e comuni incentivano cinture verdi, rinverdimento urbano, giardini pensili e aree verdi pubbliche. Prevedono formazione per il personale e sensibilizzazione cittadina, favorendo il riuso di insediamenti esistenti e il ripristino del paesaggio. I risultati sono resi pubblici annualmente.
7. Disposizioni per la tutela e la salvaguardia degli alberi monumentali, dei boschi vetusti, dei filari e delle alberate di particolare pregio paesaggistico, naturalistico, monumentale, storico e culturale: Definisce alberi monumentali, boschi vetusti e filari di valore storico e paesaggistico, istituendo un censimento nazionale. Le regioni curano elenchi basati sui censimenti comunali. Per abbattimenti non autorizzati sono previste sanzioni da 5.000 a 100.000 euro. Stanziati 2 milioni di euro nel 2013 e 1 milione nel 2014 per l'attuazione.
8. Clausola di salvaguardia: Le disposizioni della legge si applicano nelle regioni a statuto speciale e nelle province autonome di Trento e Bolzano nel rispetto dei rispettivi statuti e delle relative norme di attuazione.